# Tlalocomyia muzquicensis
Tlalocomyia muzquicensis är en tvåvingeart som först beskrevs av Diaz Najera 1971.  Tlalocomyia muzquicensis ingår i släktet Tlalocomyia och familjen knott. Inga underarter finns listade i Catalogue of Life.